# Robert Tourly
Robert Tourly naît à Saint-Leu-d'Esserent dans l'Oise, en 1888. En 1922, il est élu au Comité directeur du Parti communiste (PCF). Il meurt à Montmorency le 20 décembre 1966. En 1923, il avait été exclu du PC. 

## Biographie
- 1911 : il adhère à la SFIO.
- 1912 : il collabore au Prolétaire de l'Oise, fondé cette année-là.
- 1913 : il devient rédacteur en chef de la Démocratie de l'Aisne.
- 1914 : il est mobilisé.
- 1919 : démobilisé, il rentre comme rédacteur en chef au Franc-parler de l'Oise. Cette même année, il devient membre de la commission administrative de la Fédération socialiste de l'Oise et de l'Union départementale CGT du même département. Il est également élu conseiller municipal de Saint-Leu-d'Esserent.
- 1920 : il est élu délégué au congrès de Strasbourg de la SFIO.
- 1921 : il est appelé comme rédacteur à L'Humanité.
- 1922 : au congrès de Paris du PC, il est élu au Comité directeur. En décembre, il est écarté de la rédaction de l'Humanité .
- 1923 : comme tous les signataires du manifeste du Comité de résistance communiste aux décisions imposées par l'Internationale communiste, il est exclu du PC.
- 1924 : il devient rédacteur en chef de Paris-Soir .
- 1926 : il devient rédacteur en chef du Soir .
- 1931 : il devient rédacteur en chef de la Patrie humaine, journal de la Ligue internationale des combattants de la paix (LICP).
- 1932 : est co-auteur, avec Zinovy Lvovsky (1881-1943), de "Hitler", paru aux Editions du Siècle, avec une Préface de Pierre Mac Orlan (1882-1970).
- 1933 : il devient le directeur de la Patrie humaine .
- 1934 : il rompt avec la LICP, qui crée son propre journal.
- 1939 : il signe le tract « Paix immédiate ».
- 1942 : il est licencié du Matin .
- 1943 : il entre au Secours national.
- 1944 : il fait l'objet de perquisitions pour "menées communistes".

## Source
- Dictionnaire biographique du mouvement ouvrier français, Les Editions de l'Atelier, 1997;